# Ludwinów (gmina Małogoszcz)
Ludwinów – wieś sołecka w Polsce położona w województwie świętokrzyskim, w powiecie jędrzejowskim, w gminie Małogoszcz.
W latach 1975–1998 miejscowość należała administracyjnie do województwa kieleckiego.
| SIMC    | Nazwa       | Rodzaj |
| ------- | ----------- | ------ |
| 0249308 | Pierzchnica | osada  |
| 0249314 | Słupek      | osada  |
| 0249320 | Szubienica  | osada  |

Według spisu z roku 1921 w Ludwinowie było 17 domów i 92 mieszkańców.